# IGW
IGW（英語：Industrial Gears Watteeuw，瓦特烏齒輪）是一家国际齿轮制造厂商，其总部位于比利时的奥斯特坎普，目前是福伊特的下属公司。

## 活动
IGW为全世界高要求工业的立基应用提供优质的传动装置解决方案，产品通常是根据各个不同客户的需求而单独定制的。
IGW主要集中在三个市场：
- 运输：设计、制造和维修齿轮以及齿轮箱，为火车、地铁、有轨电车、缆车以及海运输提供联轴器
- 工业：为大范围行业提供传动装置解决方案，例如纺织业、印刷业、半导体行业、医疗行业以及化工行业等。
- 能源：为能源行业的客户提供解决方案，例如石油和天然气钻井平台、发电厂、风力涡轮机等。

## 历史
IGW 由 Alfons Watteeuw 创立于 1949 年，实际上他的父亲 Henri Watteeuw 才是公司创建背后的驱动力，他的父亲是鲁文大学工程部的特邀讲师，也是布鲁日高校多角度连续可变正时系统的技术总监。
IGW 现已成长为一家知名跨国企业，拥有超过 1000 名员工。除了奥斯特坎普（比利时）的总部，IGW 在布尔诺（捷克共和国）、雅西（罗马尼亚）、苏州（中国）、斯维尔（俄亥俄州）等地均设有分公司。
IGW 于 1995 年被 BMT 集团收购，成为一个独立运作的 BMT 集团下属公司。2022年7月，福伊特与 BMT 集团签署协议，将 IGW 完全整合到福伊特的驱动技术集团部门内。